# 黑緣美尾䲗
黑缘美尾䲗（学名：[Calliurichthys martinae] 错误：{{Lang}}：文本有斜体标记（帮助））为䲗科美尾䲗屬的鱼类，俗名南台鼠衔鱼、火星美尾䲗。在中国，分布于南海、台湾海峡等海域，常生活于水深73至92米处。该物种的模式产地在台湾。